# Stazione di Montecatini Centro
La stazione di Montecatini Centro è una fermata ferroviaria posta sulla Ferrovia Firenze-Lucca.
Situata in piazza Gramsci, nel centro della città di Montecatini Terme in provincia di Pistoia, è il secondo impianto ferroviario della città, insieme alla più grande e periferica stazione di Montecatini Terme-Monsummano che è posizionata a poco distanza dal casello autostradale.

## Storia
La stazione, inaugurata il 1 luglio 1853 e all'epoca denominata "Montecatini Terme", venne chiusa all'esercizio il 4 agosto 1937, e sostituita dalla nuova stazione di Montecatini Terme-Monsummano. In seguito venne riattivata.

## Strutture e impianti
La stazione, indicata sugli orari FS inizialmente come "Montecatini Succursale", dispone di un solo binario sia in direzione est Pistoia che in direzione ovest Lucca.

## Servizi
La stazione dispone di:
- Biglietteria a sportello
- Biglietteria automatica
- Sala d'attesa

## Galleria d'immagini

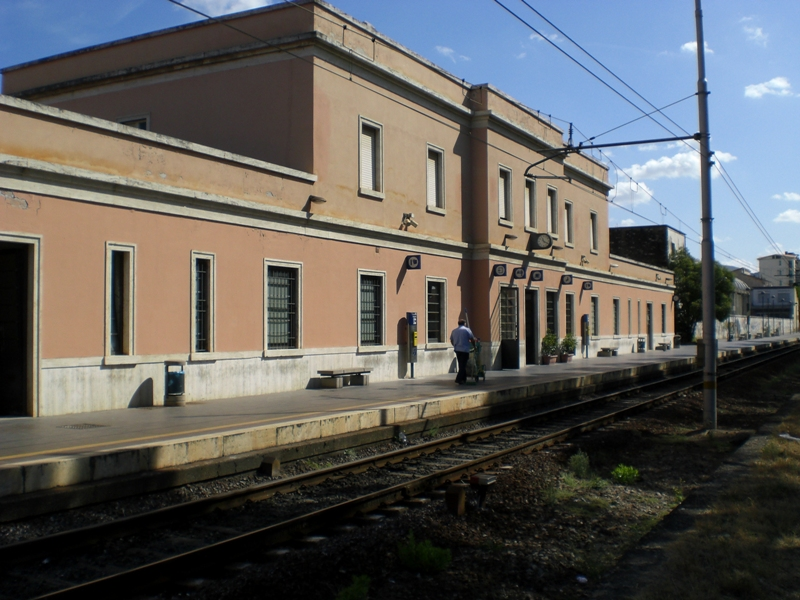
Al binario.
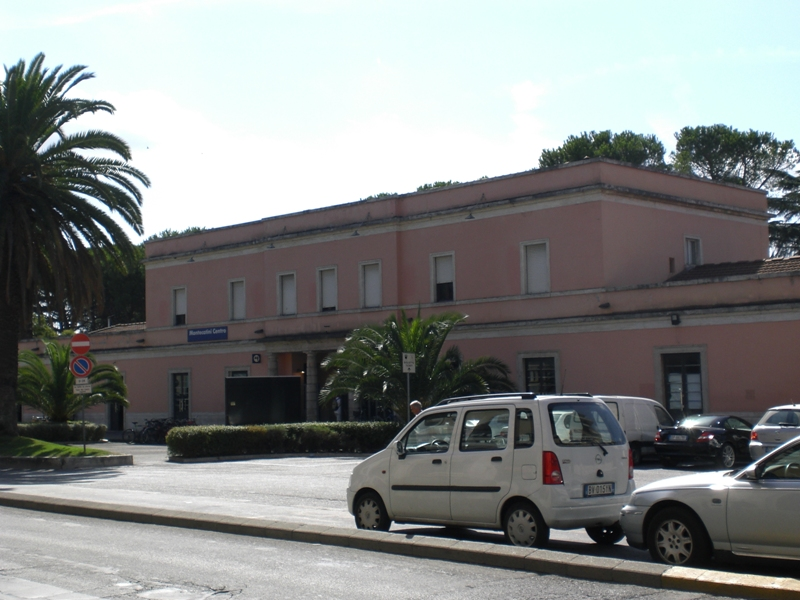
Altra veduta del fabbricato viaggiatori.
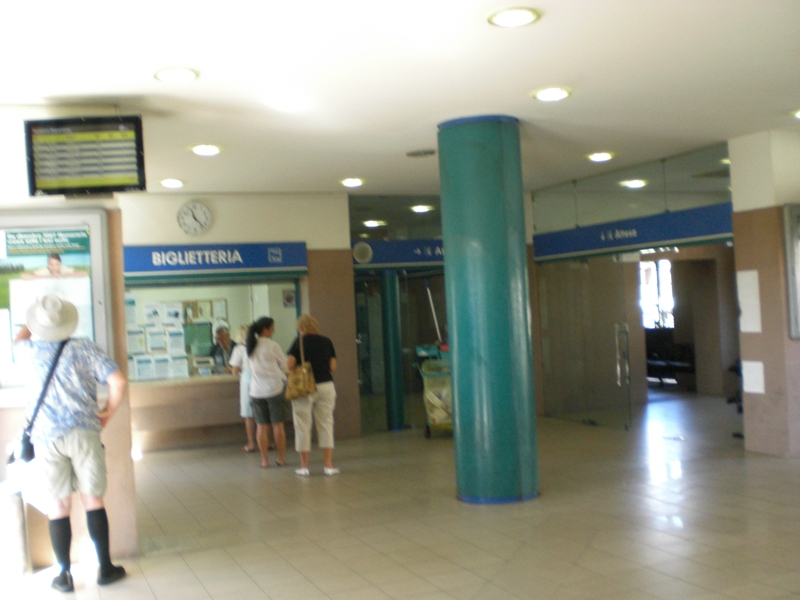
Veduta interna.